# نيكولاس سبيكمان
نيكولاس سبيكمان (بالإنجليزية: Nicholas J. Spykman) هو جيوستراتيجي هولندي أمريكي والمعروف بلقب أبو علم الاحتواء. وهو عالم سياسي، ويعتبر أحد مؤسسي المدرسة الواقعية الكلاسيكية في الخارجية الأمريكية. يهتم بالفكر السياسي لأوروبا الشرقية. وهو أستاذ للعلاقات الدولية، ويقوم بتدريسها في معهد الدراسات الدولية في جامعة ييل.
وقد ولد نيكولاس في مدينة أمستردام بتاريخ 13 أكتوبر 1897، وكان متزوجاً من روائية أطفال. توفي في 26 يونيو من عام 1943 بمدينة نيو هيفن بسبب مرض السرطان عن عمر يناهز 49 سنة.

## نظرية سبيكمان
طرح نيكولاس سبيكمان نظريته التي تُدار بها اليوم السياسة الدولية العالمية، وتقوم على أن بالإمكان ضبط حركة العالم عبر مسارين:
- الأول: صُنع نظام عام لتوازن القوى كالأمم المتحدة.
- الثاني: يقول بأن من يسيطر على الهلال الداخلي في الجزيرة العالمية يسيطر على العالم.

وبالتالي وضع نظريته التي تقول أن الهلال الداخلي أهم من القلب، وأن من يسيطر على الهلال الداخلي يسيطر على الجزيرة العالمية، ومن يسيطر على الجزيرة العالمية يسيطر على العالم.

ها هنا برز مفهوم السيطرة على الهلال الداخلي وأرض الحافة، كأساس للسيطرة على العالم، ويبرر سبيكمان اختياره بقوله إنَّ الكثافة السكانية والموارد تقع كلها في الهلال الداخلي (معظم قارة أوروبا والعالم العربي وإيران وأفغانستان والصين وجنوب شرق آسيا وكوريا وشرق سيبيريا). وبالنسبة لسبيكمان فإن الصراع التاريخي كان يتم بين أرض الحافة أو الهلال الداخلي وقوى البحر، وبالتالي قال: "من يسيطر على نطاق الحافّة (الهلال الداخلي) يسيطر على أوروبا وآسيا، ومن يسيطر على أوروبا وآسيا يسيطر على العالم.